# Tokyo Disney Resort
Koordinaten: 35° 37′ 45″ N, 139° 53′ 0″ O
Das Tokyo Disney Resort (jap. 東京ディズニーリゾート, Tōkyō Dizunī rizōto) ist ein Freizeitkomplex und Ferienresort in der japanischen Stadt Urayasu. Das Resort ist im Besitz von The Oriental Land Company, die eine Lizenz der Walt Disney Parks and Resorts hält. Die Anlage wurde am 15. April 1983 als einzelner Themenpark (Tokyo Disneyland) eröffnet. Mittlerweile existieren zwei Themenparks, vier Hotels und zwei Einkaufskomplexe. Tokyo Disneyland war der erste Disney-Themenpark außerhalb der USA.

## Tokyo Disneyland
Der Park wurde von Walt Disney Imagineering im selben Stil wie das Disneyland in Anaheim und das Magic Kingdom in Florida sowie die später errichteten Anlagen Disneyland Paris und Hong Kong Disneyland gebaut.
Im Tokyo Disneyland gibt es sieben verschiedene Themenbereiche. Dazu gehören die fünf klassischen Disneythemenbereiche USA Adventureland, Westernland (vgl. Frontierland in den US-Parks), Fantasyland und Tomorrowland World Bazaar (vgl. Mainstreet in den US-Parks), sowie Critter Country und Mickey's Toontown Fair. Auffällig in Tokyo Disneyland sind die großen Plätze, die in allen Themenbereichen zu finden sind, um die großen Menschenmengen unterbringen zu können. 1997 war Tokyo Disneyland der meistbesuchte Freizeitpark der Welt. 2023 war Tokyo Disneyland hinter den Universal Studios Japan mit etwa 15,1 Millionen Besuchern der viertmeistbesuchte Park der Welt.

### Achterbahnen
| Name                                              | Typ                | Hersteller | Eröffnungsjahr | Bemerkungen                                                     | Weblinks |
| ------------------------------------------------- | ------------------ | ---------- | -------------- | --------------------------------------------------------------- | -------- |
| Big Thunder Mountain / ビッグサンダー・マウンテン | Minenachterbahn    | unbekannt  | 1987           |                                                                 |          |
| Gadget's Go Coaster / ガジェットのゴーコースター  | Familienachterbahn | Vekoma     | 1995           |                                                                 |          |
| Space Mountain / スペース・マウンテン             | Dunkelachterbahn   | unbekannt  | 2027           | Wird an einer Stelle hinter der alten Space Mountain errichtet. |          |

#### Ehemalige Achterbahnen
| Name                                  | Typ              | Hersteller | Eröffnungsjahr | Schließungsjahr | Weblinks |
| ------------------------------------- | ---------------- | ---------- | -------------- | --------------- | -------- |
| Space Mountain / スペース・マウンテン | Dunkelachterbahn | unbekannt  | 1983           | 2024            |          |

## Tokyo DisneySea

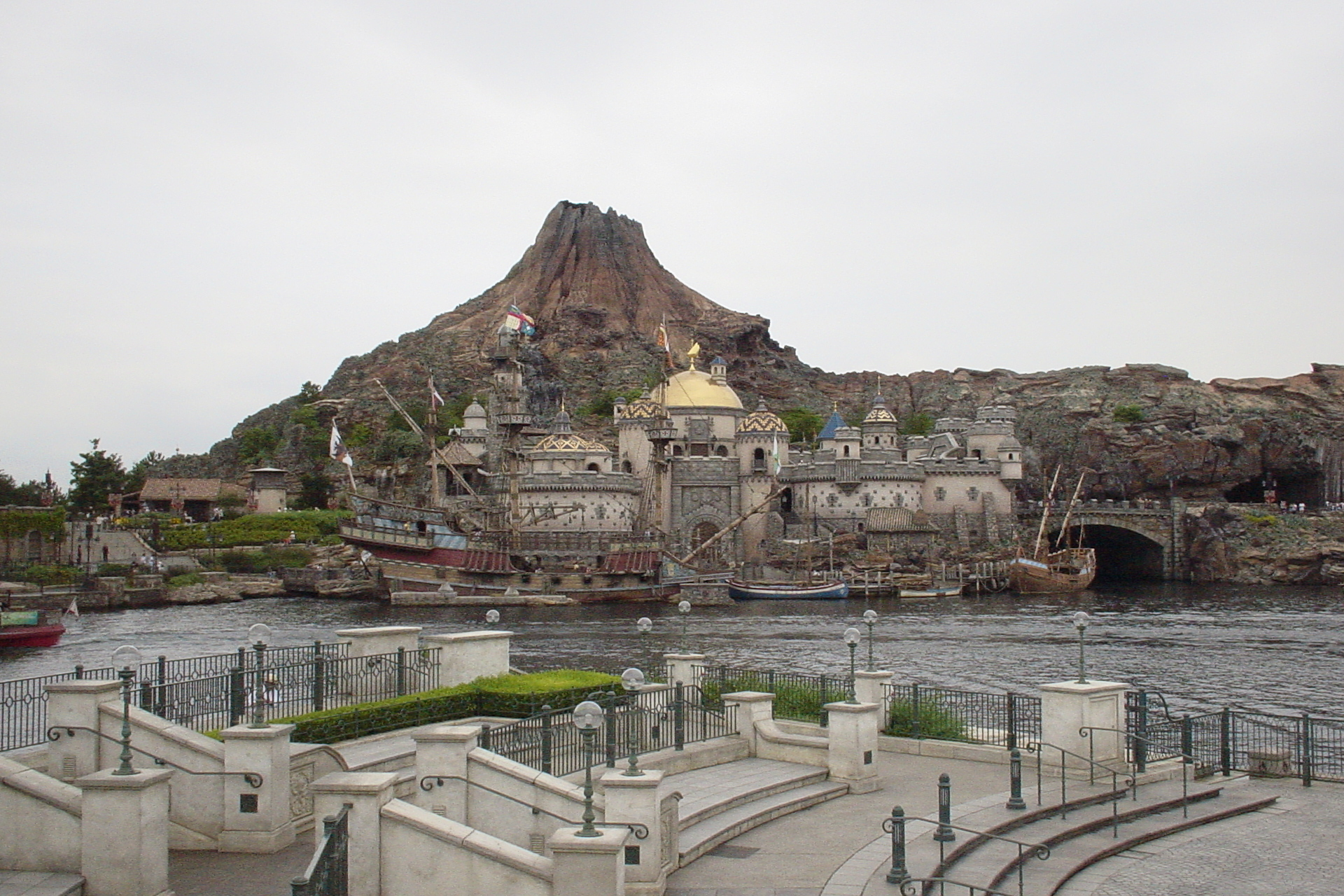
Tokyo Disney Sea Mountain

Tokyo DisneySea (jap. 東京ディズニーシー) ist der 2001 eröffnete und für 335 Milliarden Yen (etwa 2,93 Milliarden Euro) erbaute zweite Park. Er war 2023 mit circa 12,4 Millionen Besuchern der siebtmeistbesuchte Freizeitpark der Welt. Der Park besteht aus sieben Themenbereichen: Mediterranean Harbor, American Waterfront, Port Discovery, Lost River Delta, Arabian Coast, Mermaid Lagoon sowie Mysterious Island.

### Achterbahnen
| Name                                                                        | Typ                           | Hersteller | Eröffnungsjahr | Bemerkungen                                                                                                   | Weblinks |
| --------------------------------------------------------------------------- | ----------------------------- | ---------- | -------------- | --- | -------- |
| Flounder's Flying Fish Coaster / フランダーのフライングフィッシュコースター | Familienachterbahn            | Togo       | 2001           | Es ist die letzte Achterbahn des Herstellers Togo.                                                            |          |
| Raging Spirits / レイジングスピリッツ                                       | Stahlachterbahn mit Inversion | Intamin    | 2005           | Im Disneyland Paris – Disneyland Park existiert mit Indiana Jones et le Temple du Péril eine ähnliche Anlage. |          |